# 802년

## 연호
- 당(唐) 정원(貞元) 18년
- 일본(日本) 엔랴쿠(延暦) 21년

## 기년
- 당(唐) 덕종(德宗) 23년
- 신라(新羅) 애장왕(哀莊王) 3년
- 발해(渤海) 강왕(康王) 9년

## 사건
- 7월 - 아부 알 압바스 아스 싸파흐 칼리파가 카롤루스 대제에게 선물로 보냈던 아불 압바스란 옅은 코끼리가 아헨에 도착하였다.

## 문화
- 해인사가 창건되다.